# 拉拉雅斯
拉拉雅斯（法語：Larajasse，法語發音：[laʁaʒas]），又称拉腊雅斯，是法国罗讷省的一个市镇，属于里昂区。

## 地理
拉拉雅斯（45°36'50"N, 4°30'4"E）面积33.61 平方千米，位于法国奥弗涅-罗讷-阿尔卑斯大区罗讷省，该省份为法国中东部省份，北起顺时针与索恩-卢瓦尔省、安省、里昂大都会、伊泽尔省和卢瓦尔省接壤。
与拉拉雅斯接壤的市镇（或旧市镇、城区）包括：夸斯河畔拉沙佩勒、圣卡特琳、夸斯河畔圣桑福里安、沙特吕、马尔瑟诺、雅雷地区圣罗曼、夸斯。

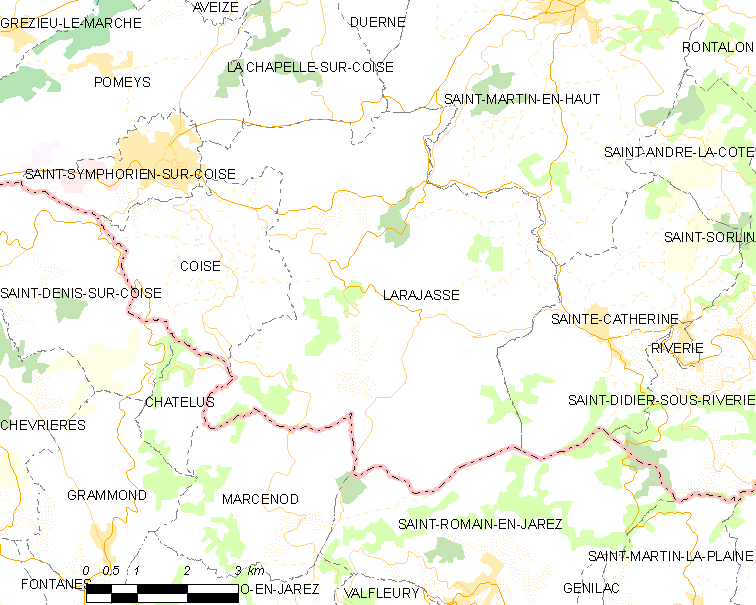
拉拉雅斯的OSM定位图

拉拉雅斯的时区为UTC+01:00、UTC+02:00（夏令时）。

## 行政
拉拉雅斯的邮政编码为69590，INSEE市镇编码为69110。

## 政治
拉拉雅斯所属的省级选区为沃涅赖县。

## 人口

1962-2008年间拉拉雅斯人口变化图示

拉拉雅斯于2022年1月1日时的人口数量为1820人。